# Фрадкін Мойсей Залманович
Фрадкін Мойсей (28 вересня 1904 — 11 серпня 1974) — український радянський художник, графік.

## Біографічні відомості
Родом з Чернігівщини; учився в Харківському художньому Інституті, в якому викладав 1931 — 71.
Станкова та книжкова графіка переважно в техніці деревориту й лінориту:
- «Похорон у містечку» (1927),
- «Рибалки» (1930),
- «Весна» (1956),
- «Йшла синичка по водичку» (1961).

Ілюстрації до збірок єврейських народних пісень і вибраних творів Шолом-Алейхема (1937—1940), до казок І. Франка (1947) тощо.
У 1930-их pp. Фрадкін був критикований за формалізм і «бойчукізм».